# Guillem de Rocabertí i Desfar
Guillem de Rocabertí i Desfar fou arquebisbe de Tarragona des de 1309 a 1315. Era fill del vescomte Dalmau VI de Rocabertí i d'Ermessenda Desfar, baronessa de Navata i Calabuig. Alhora era germà de Pere de Rocabertí, que fou bisbe de Girona de 1318-1324. Durant el seu arquebisbat va presidir el judici contra els templers de la Corona d'Aragó, en el qual els va absoldre de conductes contràries a la fe catòlica.